# Canton de Lacaune
Le canton de Lacaune est un ancien canton français situé dans le département du Tarn et la région Midi-Pyrénées.

## Géographie
Ce canton était organisé autour de Lacaune dans l'arrondissement de Castres. Son altitude variait de 473 m (Espérausses) à 1 274 m (Lacaune) pour une altitude moyenne de 679 m.

## Histoire
- Le canton de Lacaune appartenait entre 1790 et 1800 au district de Lacaune.
- De 1833 à 1848, les cantons de Lacaune et de Murat avaient le même conseiller général. Le nombre de conseillers généraux était limité à 30 par département[1].
- Le canton de Lacaune comprenait 7 communes et comptait 3 707 habitants (population municipale) au 1er janvier 2010[2].

| Nom                 | Code Insee | Intercommunalité                                            | Superficie (km2) | Population (dernière pop. légale) | Densité (hab./km2) |
| ------------------- | ---------- | ----------------------------------------------------------- | ---------------- | --------------------------------- | ------------------ |
| Lacaune (chef-lieu) | 81124      | CC des Monts de Lacaune et de la Montagne du Haut Languedoc | 91,36            | 2 520 (2014)                      | 28                 |
| Berlats             | 81028      | CC des Monts de Lacaune et de la Montagne du Haut Languedoc | 10,45            | 102 (2014)                        | 9,8                |
| Lacapelle-Escroux   | 81085      | CC des Monts de Lacaune et de la Montagne du Haut Languedoc | 10,24            | 49 (2014)                         | 4,8                |
| Espérausses         | 81086      | CC des Monts de Lacaune et de la Montagne du Haut Languedoc | 12,20            | 173 (2014)                        | 14                 |
| Gijounet            | 81103      | CC des Monts de Lacaune et de la Montagne du Haut Languedoc | 15,13            | 117 (2014)                        | 7,7                |
| Senaux              | 81282      | CC des Monts de Lacaune et de la Montagne du Haut Languedoc | 4,73             | 33 (2014)                         | 7                  |
| Viane               | 81314      | CC des Monts de Lacaune et de la Montagne du Haut Languedoc | 38,37            | 548 (2014)                        | 14                 |

## Représentation

### Conseillers généraux de 1833 à 2015
| Période      | Période                | Identité                          | Étiquette                      | Qualité |
| ------------ | ---------------------- | --------------------------------- | ------------------------------ | --- |
| 1833         | 1848                   | Jean Cambon                       |                                | Propriétaire, maire de Lacaune |
| 1848         | 1863 (décès)           | Jean-Martial Azaïs                |                                | Conseiller à la Cour Impériale de Toulouse député de l'Hérault (1835-1842)                                                                     |
| 1863         | 1870                   | Jules Cambon                      | Républicain                    | Ancien magistrat à Castres Juge de paix à Montredon Maire de Lacaune                                                                           |
| 1870         | 1871                   | M. Cabane                         |                                | |
| 1871         | 1877                   | Jules Cambon                      | Républicain                    | Ancien magistrat à Castres Juge de paix à Montredon                                                                                            |
| 1877         | 1878 (annulation)      | Eugène Rossignol                  | Droite                         | Notaire à Espérausses |
| 1878         | 1883                   | Jules Cambon                      | Républicain                    | Ancien magistrat à Castres Juge de paix à Montredon                                                                                            |
| 1883         | 1885                   | Ludovic de Naurois                | Droite Légitimiste             | Propriétaire du château de Lacaune |
| 1885         | 1885 (annulation)      | Jules Cambon                      | Républicain                    | Ancien magistrat à Castres Juge de paix à Montredon                                                                                            |
| février 1885 | juin 1885 (annulation) | Ludovic de Naurois                | Droite Légitimiste             | Propriétaire du château de Lacaune |
| 1885         | 1889                   | Auguste Bez                       | Républicain                    | Propriétaire à Brassac, conseiller d'arrondissement                                                                                            |
| 1889         | 1909 (décès)           | Jules Cambon                      | Républicain                    | Ancien magistrat à Castres Juge de paix à Montredon                                                                                            |
| 1909         | 1940                   | Joseph Cavaillès fils (1871-1955) | Républicain Soc.ind. puis Rad. | Maître répétiteur, fondateur et directeur de l'Ecole Primaire Supérieure et Professionnelle de Saint-Pons-de-Thomières, Hérault Maire de Nages |
|              |                        |                                   |                                | |
| 1942         | 1945                   | Henri Viguier                     |                                | Maire de Lacaune (1941-1944) Nommé conseillr départemental en 1942                                                                             |
|              |                        |                                   |                                | |
| 1945         | 1955 (décès)           | Joseph Cavaillès                  | Soc.ind.                       | Retraité Maire de Nages |
| 14 août 1955 | 1958                   | René Escande                      | Rad.                           | Horloger-bijoutier Maire de Lacaune (1945-1971)                                                                                                |
| 1958         | 1970                   | René Veaux                        | Centre gauche                  | Docteur en médecine Maire de Viane (1955-1971)                                                                                                 |
| 1970         | 1982                   | Joseph Bonnet                     | DVD                            | Docteur en médecine Maire de Lacaune (1971-1983)                                                                                               |
| 1982         | 1988                   | Jean Calas (1920-2014)            | RPR                            | Boulanger Maire de Lacaune (1983-1989) |
| 1988         | 2001                   | Jean-Paul Mialhe                  | DVG                            | Professeur de collège Maire de Viane (1989-2008)                                                                                               |
| 2001         | 2008                   | Élisabeth Roussel                 | DVD                            | Docteur en chirurgie dentaire Maire de Lacaune de 1989 à 1995                                                                                  |
| 2008         | 2015                   | André Cabrol                      | UMP                            | Gérant de société Maire de Lacaune (1995-2014)                                                                                                 |

### Conseillers d'arrondissement (de 1833 à 1940)
| Période                                  | Période          | Identité                               | Étiquette   | Qualité |
| ---------------------------------------- | ---------------- | -------------------------------------- | ----------- | --- |
| 1833                                     | 1839             | M. Faure-Larivière                     |             | Propriétaire à Viane                                                                                        |
|                                          |                  |                                        |             | |
| 1842                                     | 18..             | Alexandre Frédéric Moziman (1797-1872) |             | Médecin, adjoint au maire de Lacaune                                                                        |
|                                          |                  |                                        |             | |
|                                          | 1885 (démission) | Auguste Bez                            | Républicain | Propriétaire à Brassac                                                                                      |
| 1886                                     |                  | Joseph Cavaillès père (1844-ca 1919)   | Républicain | Cordonnier, maire de Nages                                                                                  |
|                                          |                  |                                        |             | |
| 1919                                     | 1940             | Élisée Gâches                          | Radical     | Maire de Viane, Président du Conseil d'arrondissement                                                       |
| 1940                                     |                  |                                        |             | Les conseils d'arrondissement ont été suspendus par la loi du 12 octobre 1940 et n'ont jamais été réactivés |
| Les données manquantes sont à compléter. |                  |                                        |             | |

## Démographie
| 1962  | 1968  | 1975  | 1982  | 1990  | 1999  | 2006  | 2010  | - |
| ----- | ----- | ----- | ----- | ----- | ----- | ----- | ----- | - |
| 4 299 | 4 972 | 4 740 | 4 568 | 4 185 | 3 941 | 3 921 | 3 707 | - |